# 松林啓太
松林 啓太（まつばやし けいた、1994年8月26日 - ）は日本の俳優（子役）。埼玉県出身。身長174cm、体重68kg。血液型はO型。
中学校のときの所属していた部活は「技術部」
好きな食べ物は「パスタ」

## 出演作品

### テレビドラマ
- 受験の神様（2007年　日本テレビ） - 松野啓太 役
- チャレンジド(2009年　NHK) -鷲尾久志役

### 映画
- パッチギ! LOVE&PEACE（2007年）

【VP】
法務省・見上げたい青い空 